# Nicolas Fritsch

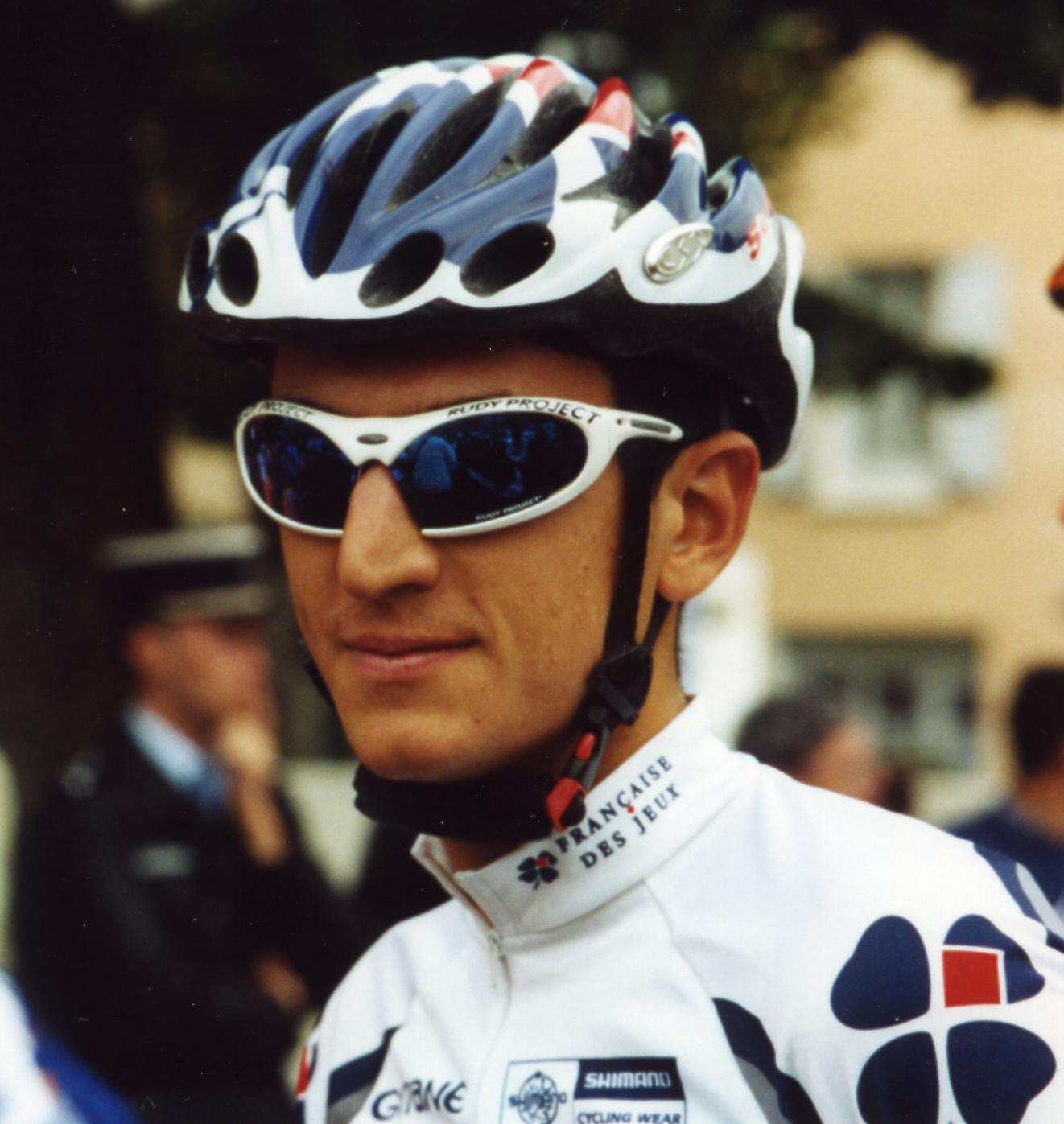
Nicolas Fritsch

Nicolas Fritsch (* 19. Dezember 1978 in Paris) ist ein französischer Radrennfahrer.

## Werdegang
Fritsch fuhr 1998 für das französische Radsportteam La Française des Jeux als Stagiaire und erhielt im Folgejahr seinen ersten regulären Vertrag bei Saint-Quentin–Oktos–MBK. Schon nach einem Jahr wechselte er doch zu La Française des Jeux. Seine ersten Erfolge erzielte er 2003. Er gewann die Tour du Finistère und nahm daraufhin zum ersten Mal an der Tour de France teilnehmen und beendete die Rundfahrt auf Rang 78. Nach der Tour konnte er auch noch einen Tagesabschnitt bei dem Etappenrennen Paris–Corrèze für sich entscheiden. 2005 und 2006 fuhr er für das spanische ProTeam Saunier Duval-Prodir. Seit 2007 ist er nicht mehr bei einem UCI-Team unter Vertrag. Er gewann die Gesamtwertung des Circuit de Saône-et-Loire 2007, einem Etappenrennen des französischen Radsportkalenders.

## Erfolge
2003
- Tour du Finistère
- eine Etappe Paris–Corrèze

## Teams
- 1999 Saint-Quentin–Oktos–MBK
- 2000–2002 La Française des Jeux
- 2003–2004 fdjeux.com
- 2005–2006 Saunier Duval-Prodir

## Platzierungen bei den Grand Tours
| Grand Tour            | 2003 | 2004 | 2005 | 2006 |
| --------------------- | ---- | ---- | ---- | ---- |
| Giro d’ItaliaGiro     | DNF  | 51   | –    | –    |
| Tour de FranceTour    | 78   | –    | DNF  | –    |
| Vuelta a EspañaVuelta | –    | –    | –    | –    |